# Одеська кухня

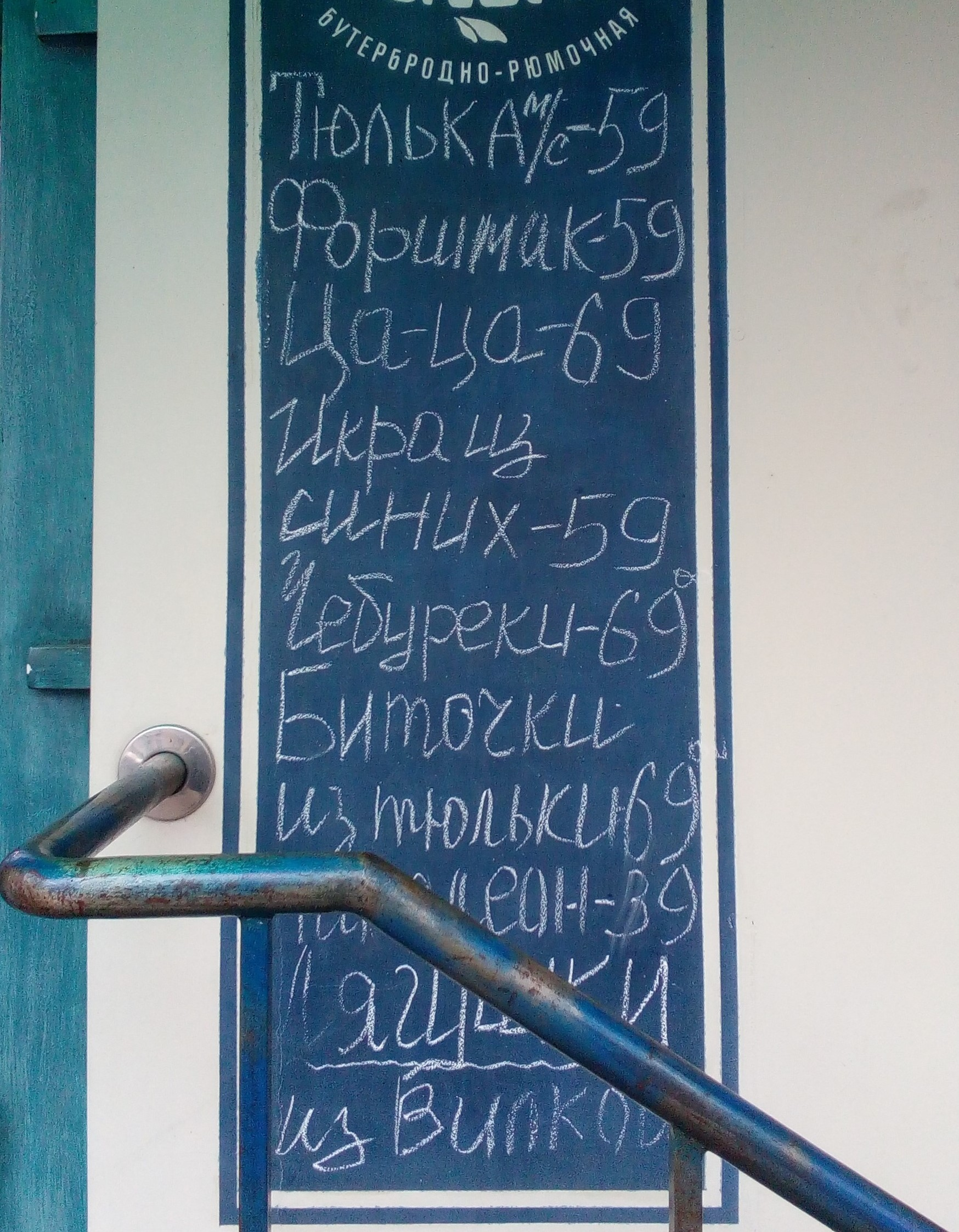
Меню одеського ресторану

Одеська кухня — сукупність кулінарних традицій жителів Одеси. Сформувалась під впливом української, грецької, єврейської, грузинської, вірменської, болгарської, турецької та молдавської кухонь, при цьому відрізняється самобутністю. 
Як відзначали вже перші дослідники одеської кухні у XIX столітті, ще тоді вона мала греко-італійській відтінок
.
Одеській кухні притаманні страви зі смаженої, сушеної та засоленої морської риби та морських молюсків: бичків, рапанів, рачків, камбали, мідій. Також неможливо уявити одеську кухню без українського борщу (одеській варіант — з бичками), голубців, вареників з вишнями, налисників. Вплив на кухню мав також молдавський народ: плачинди, мітітєї, вертути, десерти «Шапка Гугуце» (в Радянському Союзі цей торт перейменували на «Дрова під снігом»), гничені сливи. Болгари навчили одеситів готувати різноманітні страви з овочів (фарширований перець, манджа). Єврейська кухня привнесла фаршировану шийку, фаршировану рибу, форшмак, цимес. 

## Типові страви

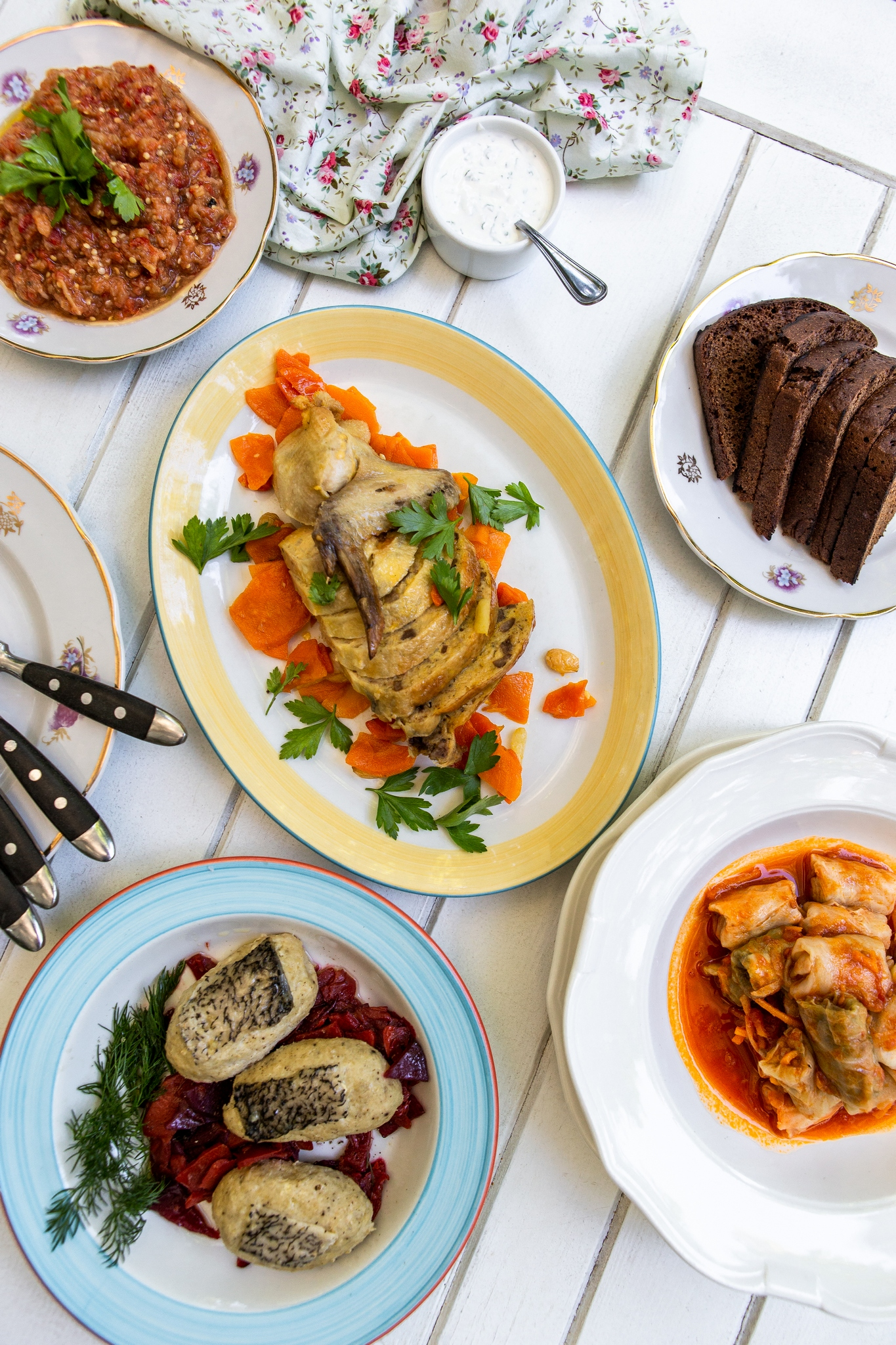
Страви одеської кухні: фарширована куряча шийка, фарширована риба, баклажанна ікра, голубці з «мізинчик»

### Закуски
- Форшмак
- Баклажанна ікра
- Цимес
- Закуска з помідорів «Волове серце» з бринзою
- Запечений перець з часником
- Сендвіч вантажника з Привозу
- Мезе по-одеськи
- Канапки по-одеськи

### М'ясо
- Яловичина з чорносливом
- Фарширована шийка
- Фарширований перець
- Голубці «з мізинчик» і долма

### Риба та морепродукти

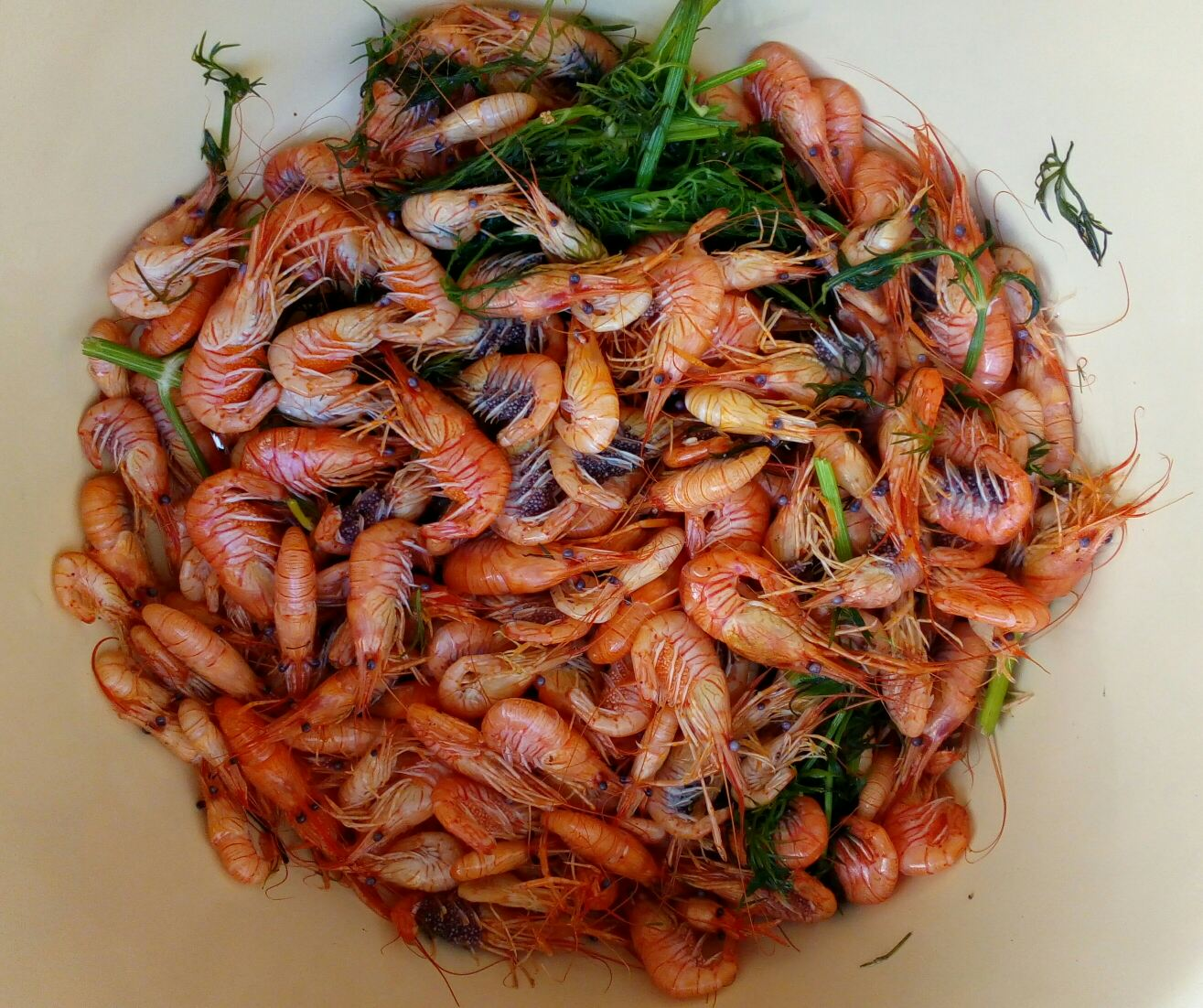
Варені креветки або рачки

- Фарширована риба, або «ґефілте фіш» (їдиш ‏געפֿילטע פֿיש)
- Біляївська рибна юшка (занесена до списку Нематеріальної культурної спадщини України)[3]
- Смажені бички
- Цаца — смажена маленька рибка
- Камбала смажена
- Маринована риба
- Котлетки з ікри
- Дунайський оселедець з дитячою картоплею
- Плов з мідіями
- Мідії одеські
- Чорноморські мідії на пляжі
- Рапани, запечений з сиром та часником
- Рачки
- Битки з тюльки

### Інші страви
- Смажена манка
- Саламур — соус на основі розсолу, часнику, спецій, що подається до юшки, або використовуваний як заправка для овочів.
- Одеський борщ
- Плачинда
- Мариновані огірки «5 хвилин»

### Десерти
- Вареники з вишнями[4]
- Варення з білої вишні
- Вертута
- Налисник «пальчики» з сиру
- Торт Наполеон
- Чорнослив, фарширований волоським горіхом

## Одеські спеціалітети
До спеціалітетів Одеси та Одеської області можна віднести:
- Білі раки з села Маяки. Колись Дністровський лиман займав перше місце в світі по лову раків. Сучасний вилов перестав носити промисловий масштаб, однак, раки з Маяків продовжують залишатися однією з найпопулярніших закусок до пива в Одесі;
- Помідори сорту «Мікадо» — це ранньостиглий сорт, від сходів до дозрівання проходить 90-95 днів; Високорослий, рослина висотою 1-1,2 метра, картофельнолістний. Суцвіття складне з 5-8 квітами і більш. Плоди плоско-округлі, рожеві або жовті, середньою масою 150—200 г. Сорт відрізняється дуже високими смаковими якостями і в одеській кухні використовується в салатах (особливо популярний салат з «мікадо» і овечої бринзи, а також самостійною стравою. Кращими вважаються томати, вирощені в районі Великого Фонтану;
- Бички — риби родини окунеподібних;
- Камбала — риба родини камбалових. У прибережних водах ловляться 2 види: калкан і глоси. Калкан є одним з найбільших представників родини, досягаючи довжини 115 см і ваги до 28 кг. Другий вид, глосики, відрізняється від калкана, перш за все розміром: глоси менше і місцем проживання: живуть на менших глибинах і ближче до берега.
- Тюлька — дрібна промислова морська риба родини оселедцевих. В Одесі її нерідко називають «сарделька». Не плутати з фериною, європейським анчоусом або хамсою, смакові якості якої трохи нижче.
- Баклажан — популярний овоч в одеській кухні. По одеські «сині». Основний інгредієнт ікри з синіх.
- Рачки — чорноморська трав'яна креветка (Palaemon adspersus), має високе промислове значення, відловлюється у Чорному та Азовському морях. Найчастіше їх варять, іноді смажать на сковорідці із часником.

- Жаби з Вилкове — жаб використовують для приготування жабиних лапок, смажених у фритюрі. Вживанням у їжу та розведенням жаб для експорту до Франції та інших країн Європи прославилося місто Вилкове у Кілійському районі Одеської області[6].

## Книги про Одеську кухню
- Кулешова, Олена; Наговіткіна, Олена (2011). Одесская кухня в эмиграции [Одеська кухня в еміграції] (рос.). Таллінн. ISBN 978-9985-9487-3-6.

- Попова, Марта (1992). Секреты одесской кухни [Таємниці одеської кухні] (рос.). Дніпро: Днепрокнига. ISBN 5-89975-054-5.

- Надемлінський, Олексій (2008). В дебрях одесской кухни [У нетрях одеської кухні] (рос.). Київ: Грани-Т. ISBN 978-966-4650-70-7.

- Яворська, A. (2005). Кулинарная книга от одесситок [Кулінарна книга одеситок] (рос.). Одеса: Optimum. ISBN 966-8149-36-X.

- Лібкін, Савелій (2013). Моя Одесская кухня [Моя Одеська кухня] (рос.). Москва: Экспо. ISBN 978-5-699-63635-8.

- Керолайн, Іден (2018). Black Sea [Чорне море]. Quadrille. с. 6. ISBN 978-1-787-13131-6.